# Muscisaxicola albilora
La dormilona cejiblanca, dormilona de ceja blanca o  dormilona de nuca castaña (Muscisaxicola albilora), es una especie de ave paseriforme de la familia Tyrannidae perteneciente al numeroso género Muscisaxicola. Nidifica en el sur de Argentina y Chile y en los inviernos australes migra totalmente hacia el norte, por regiones andinas del oeste de América del Sur, hasta Ecuador.

## Distribución y hábitat
Esta especie nidifica en el centro-oeste y suroeste de Argentina (desde San Juan hasta Santa Cruz) —además de la meseta de Somuncurá en el este de Río Negro—, y centro y sur de Chile (desde el sur de Atacama hasta Magallanes). En invierno migra al norte, hasta el oeste de Bolivia (La Paz y Cochabamba), todo el Perú, hasta el norte de Ecuador (Imbabura).
Esta especie es considerada común en su hábitat reproductivo natural, las laderas rocosas escasamente vegetadas de los Andes, en altitudes entre 1200 y 2600 m. Después de la migración, en la temporada no reproductiva, se mantiene en altitudes entre 2500 y 4000 m.

## Comportamiento
Generalmente busca alimento solitario o en pareja, a veces en pequeños grupos. Se alimenta de insectos.

## Sistemática

### Descripción original
La especie M. albilora fue descrita por primera vez por el naturalista francés Frédéric de Lafresnaye en 1855 bajo el mismo nombre científico; su localidad tipo es: «Chile o Colombia, como el título del artículo de la descripción, restringido posteriormente para Santiago, Chile».

### Etimología
El nombre genérico masculino «Muscisaxicola» es una combinación de los géneros Muscicapa y Saxicola, ambos del Viejo Mundo; y el nombre de la especie «albilora», se compone de las palabras del latín «albus» que significa ‘blanco’, y «lorum» que significa ‘lore, lorum’.

### Taxonomía
Es monotípica. En el pasado fue considerada conespecífica con Muscisaxicola juninensis, pero los estudios genéticos refutan esta tesis.